# Andrée Butillard
Andrée Butillard, née le 29 août 1881 à Uchizy (Saône-et-Loire) et décédée le 21 juillet 1955 à Paris est fondatrice de syndicats féminins chrétiens, promotrice de la profession d’assistante sociale et créatrice d’une école de service social, fondatrice de l’Union catholique internationale de service social et de l’Union féminine civique et sociale (UFCS) et cofondatrice de l’Union nationale interfédérale des organismes privés sanitaires et sociaux (UNIOPSS).

## Biographie
Andrée est fille d’un propriétaire terrien de Bourgogne et issue d’une famille catholique de neuf enfants dont six morts en bas âge. Orpheline à quatorze ans, elle est élevée par sa sœur aînée qui s’installe à Lyon. Elle est placée au pensionnat des Dominicaines à Chalon-sur-Saône, puis des Dames-de-Nazareth à Lyon. 

## L'éveil à l'apostolat social
Au pensionnat, elle rencontre Aimée Novo (1874-1968) avec qui elle se lie d’amitié ; elles commencent une collaboration que seule la mort brisera. Elles appartiennent à un groupe religieux de femmes qui se consacrent à l’action sociale féminine, l’Institut Notre-Dame-du-Travail, un tiers ordre sous la direction du père jésuite Antonin Eymieu (1861-1933). Elles suivent, en 1901, les cours féminins de la faculté catholique de Lyon, assistent à des conférences de Marie-Louise Rochebillard qui, en 1899, a fondé des cours professionnels de quartier et deux syndicats féminins catholiques (employées de commerce et ouvrières de l’aiguille). Elles décident d’agir dans le cadre de la formation de syndicats. 

### Début de sa carrière militante et le syndicalisme
Au printemps 1908, Aimée Novo et Andrée Butillard se rendent à Paris pour commencer leur vie de militantes qui touche à de nombreux secteurs simultanément.
Rapidement, elles prennent contact avec des milieux catholiques sociaux parisiens. Madeleine Daniélou (1880-1956) leur propose de l’aide. Cette dernière faisant partie du cercle de relations tissé autour de mère Mercédès Le Fer de La Motte, promotrice du mouvement des Maisons sociales, elles y sont introduites. Madeleine Daniélou les loge dans deux chambres du cours de jeunes filles de la rue Oudinot, Paris VIIe. Elles sont aussi présentes à l’Union d’études des catholiques sociaux fondée en 1902 et présidée par Henri Lorin. Puis, aidées par le curé de Notre-Dame-du-Travail de Plaisance, André Soulange-Bodin (1861-1925), elles s’installent dans le XIVe où elles sont voisines de Léonie Chaptal.

### Premier syndicat féminin
Andrée Butillard et Aimée Novo fondent en 1909 le premier syndicat des ouvrières à domicile: le syndicat de l'aiguille de la rue Vercingétorix. À partir de 1910, à l’instigation des catholiques sociaux Charles Viennet et Jean Lerolle (1873-1962), Andrée et Aimée suivent les congrès annuels sur l’amélioration des conditions de travail féminin à domicile, ainsi que les Semaines sociales de France. 
De 1910 à 1914, Andrée Butillard et Aimée Novo organisent des séries de causeries sur le travail à domicile. Elles confortent l’action du député catholique Albert de Mun, qui dépose une proposition de loi sur ce sujet en 1909, et organisent de 1910 à 1913, quatre congrès pour étudier le projet de loi sur le minimum de salaire des ouvrières à domicile. À cette occasion, les militantes du syndicat de la rue Vercingétorix participent pleinement aux discussions du projet de loi et développent une réelle expertise en la matière. La loi sur la protection du travail féminin est votée le 10 juillet 1915.

## Naissance de la Fédération française des unions de syndicats professionnels féminins
En 1916, le syndicat fondé par Andrée Butillard et Aimée Novo fusionne avec les trois syndicats féminins dits de l’impasse Gomboust, celui des employées, celui des ouvrières en atelier et celui des ouvrières à domicile, fondés en 1910 à l’initiative des Dames du Cénacle. Ces syndicats sont rassemblés par Andrée dans la Fédération française des unions de syndicats professionnels féminins, dont le siège social se trouve boulevard des Capucines, à Paris, et qui tient son premier congrès en 1918. Cette nouvelle organisation donne naissance à la Fédération française des unions de syndicats professionnels féminins. La formation professionnelle et syndicale constitue une des grandes préoccupations de la Fédération. Cette fédération de syndicats féminins adhère à la Confédération française des travailleurs chrétiens (CFTC) en 1919. Des cercles d’étude pour améliorer la formation se réunissent chaque mois au local de l’union régionale. Les unions ouvrent un bureau de placement, qui constitue un des services les plus actifs, et qui, de plus, facilite le recrutement syndical. Ces syndicats regroupent trop peu d’adhérentes pour être vraiment efficaces. Les résultats sont assez minces, mais donnent au syndicalisme féminin chrétien une visibilité accrue. Les pouvoirs publics font appel à eux pour connaître l’opinion des travailleuses et leurs conditions de vie.
Parallèlement, dans les années 1920, elle s'intéresse à la naissance des Guides de France.

## Fondation de l’École normale sociale (ENS) et son développement
Andrée Butillard et Aimée Novo fondent en 1911 l’École normale sociale (ENS), association sociale qui a une double vocation : former des syndicalistes et des assistantes sociales. Les premières syndiquées suivent en août 1913 une semaine de formation à Uchizy dans la propriété familiale des Butillard. À partir de 1915, chaque année une telle session de formation se tient à Uchizy. L’ENS consistait plus en une nébuleuse d’initiatives diverses, qu’en une association structurée. C'est dans ce cadre qu'Andrée Butillard est associée à la fondation des Guides de France .
De 1919 à 1932, l’ENS forme surtout des militantes issues de la classe ouvrière féminine, des syndicalistes qui sont les premières syndiquées de la CFTC mais aussi des « promotrices », selon l’expression d’Andrée Butillard, issues de la classe bourgeoise, des « femmes libres de leur temps » pouvant s’engager dans les « carrières sociales », des épouses et filles d’industriels, l’exemple le plus frappant est celui de Georgette Desisnards. Ces promotrices ont pour tâche de découvrir et de former l’élite ouvrière à la base de l’action syndicale. 
La première promotrice issue de l’ENS à s’engager dans l’action sociale sera Madeleine Carsignol, militante active auprès des syndicats féminins lyonnais. Déjà engagée dans la vie professionnelle (ouvrière dans la couture), syndicaliste, Maria Bardot complète sa formation en suivant les cours de l’ENS. C’est aussi le cas de Marie-Louise Danguy, employée à la banque de l’Union parisienne. Anne-Marie de Demandolx-Dedons, quant à elle, rencontre le père Antonin Eymieu à Marseille, entre au tiers ordre Notre-Dame du Travail et monte à Paris pour seconder Andrée. Les syndiquées sont plus nombreuses que les jeunes filles de la bourgeoisie à fréquenter l’ENS, surtout au début et ce jusqu’au milieu des années 1930.

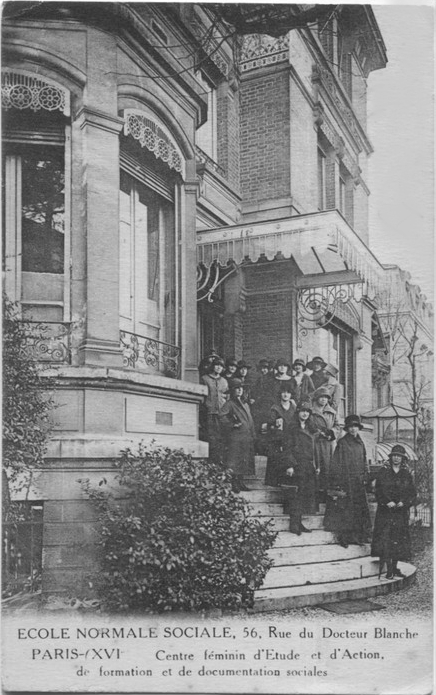
École de la rue du Docteur-Blanche.

De 1932 à 1939, l’ENS se transforme progressivement en école catholique de service social, dont Mlle Rollet est la directrice de 1928 à 1932. Hélène Naegelen est directrice de 1932 à 1962. Andrée soutient ainsi l’élaboration du diplôme d’assistante sociale, qui est créé par un décret en 1932. En 1932, l’école déménage au 70, rue de Rennes (7e arrondissement de Paris). Pendant les années suivantes, elle aura deux locaux : rue du Docteur-Blanche (16e arrondissement de Paris), siège social, et rue de Rennes, où sont donnés les cours. Au début de 1923, Andrée Butillard crée l’Union des auxiliaires sociales (UAS) qui tend à regrouper les anciennes élèves de l’ENS, ainsi que toutes les professionnelles qui s’orientent vers un service social dégagé de l’influence médicale, association qui n’affiche pas de tendance confessionnelle. Cette conception différente du travail social fait que l’ENS s’oppose dès le début à l’Union catholique des services sanitaires et sociaux (UCSS), union professionnelle qui regroupe des forces exclusivement catholiques, fondée en 1923 par Marie de Liron d'Airoles. Andrée participe à la création de l’Union catholique internationale de service social (UCISS) en 1925. Au comité de patronage de l’UCISS, on trouve le R.P. jésuite Gaston Desbusquois, directeur de l’Action populaire, M. Eugène Duthoit, président des Semaines sociales de France. 

### Naissance de la profession d’assistante sociale
Le Conseil de perfectionnement des écoles d’infirmières et comptes rendus du Conseil de perfectionnement des écoles d’infirmières et de service social (1928-1938) est un lieu où s’élaborent les programmes d’études et où se définissent les contours des professions. La profession d’infirmière visiteuse soulève bien des débats. Des membres du Conseil voudraient qu’elle s’affranchisse de la profession d’infirmière et souhaitent voir naître une profession à part entière : celle d’assistante sociale. Une des étapes de cette naissance est l’éclatement du Conseil de perfectionnement en deux instances en 1927, après des débats tumultueux: un conseil pour les écoles d’infirmières, un autre pour les écoles de service social. Andrée a été actrice dans ce bouleversement. Cela a permis qu’en 1932 naisse la profession d’assistante sociale.

### Conflits autour de la profession d’assistance sociale
En 1934, Andrée Butillard, Apolline de Gourlet, directrice de l’école de la Résidence sociale, et Ansart sollicitent une audience au R.P. Pierre Lauras s.j. (1869-1936), conseiller de l’UCSS, pour lui demander de les aider à regrouper toutes les écoles de service social. Il semble donner son assentiment. Mais Marie de Liron d’Airoles, apprenant cette réunion, obtient son départ immédiat. Le R.P. Lauras est remplacé par le R.P. Michel Riquet s.j. (1898-1993). En 1938, après les décrets et arrêtés ministériels de février et juin, qui obligent toute assistante sociale à faire une année d’études médicales comme les infirmières, l’UAS, avec à sa tête l’ENS, décide de faire prendre position à la hiérarchie catholique pour que soit reconnue la spécificité du « social pur » et que des mesures d’organisation au sein de l’Action catholique soient prises en conséquence. L’UAS rédige un mémoire dans ce sens pour Stanislas Courbe. Cette intervention est appuyée par le cardinal Achille Liénart (1884-1973), le cardinal Pierre Gerlier (1880-1965) devenant alors indécis dans son soutien à l’UCSS. Mais cela ne remet pas en cause les nouvelles études pour l’obtention du diplôme d’assistante sociale.

## L'Union féminine civique et sociale
Le but de l'UFCS, défini dans les statuts du 9 juin 1925, est de « grouper les personnes qui désirent travailler à promouvoir en France l'ordre social chrétien, conformément à la doctrine catholique. Elles veulent dans ce but développer l'éducation sociale des différents milieux et exercer les droits civiques que donnerait à la femme l'électorat et l'éligibilité ». Contrairement aux organisations féministes qui défendent un vote féminin, l'UFCS défend prioritairement un « vote familial » où « le nombre de voix est proportionnel à la taille de la famille ». 
L’UFCS se dote de son propre journal, La Femme dans la vie sociale, dont Andrée assume la direction avec Ève Baudoin. L’UFCS est très active en ce qui concerne la défense des femmes et de la famille. En effet, de la lutte contre la prostitution au combat pour la reconnaissance pleine et entière de la capacité civile de la femme mariée en passant par la campagne nationale pour le soutien de la mère au foyer, Andrée entend défendre une vision chrétienne du féminisme. 
En 1932, elle crée la Ligue de la mère au foyer et participe à un ouvrage collectif sur le travail de la mère hors de son foyer. Cette Ligue est à l’initiative de deux congrès internationaux: Le Travail industriel de la mère et La Mère au foyer (1933) ; La Mère au foyer, ouvrière du progrès humain (1937). En 1941, sous le régime de Vichy, elle réussit à ouvrir les premières Maisons familiales de vacances. Les associations qu’elle a fondées s’opposent « au féminisme égalitaire » et « individualiste ».

## Naissance de l’Union nationale interfédérale des organismes privés sanitaires et sociaux
Andrée est proche des nombreux catholiques sociaux qui assurent des cours à l’ENS. Parmi eux, Charles Blondel (1897-1975) (conseiller d’État, fils du philosophe Maurice Blondel et gendre d’Henri Bazire), se lie d’amitié avec elle. Après 1945, plusieurs fois par semaine, elle participe aux dîners animés où se côtoient membres du Mouvement républicain populaire (MRP) et fondateurs de l’Union nationale interfédérale des organismes privés sanitaires et sociaux (Uniopps, 1947) Yolande Bonnet de Paillerets, Jacques Guérin de Vaux, le Dr Serge Oberlin, président de l’Ordre des médecins (1892-1973), Jacques Poindron et Jean Renaudin (1903-1955), Henriette Viollet. Andrée est partie prenante de la gestation de cette fédération et soutient le courant œcuménique qui triomphe contre le courant catholique soutenu par l’UCSS. L’UFCS joue un rôle important dans la vie politique française : c’est dans son sein qu’ont été formées une partie des premières conseillères municipales. Encore au XXIe siècle, l’UFCS œuvre pour que les femmes occupent une place plus importante dans le monde politique.

## Conclusion
Personnalité multiforme, Andrée Butillard a eu une influence importante dans des secteurs très différents de l'action sociale féminine. Cette catholique affirmée mais ouverte s'est plusieurs fois affrontée à la hiérarchie ecclésiastique. Son parcours difficile est lié tant à son dynamisme qu'à l'importance de ses contradicteurs. Son caractère hors du commun a attiré autour d’elle des notabilités qui lui ont permis en fait d’atteindre les buts qui étaient vraiment les siens. Elle incarne bien le "féminisme catholique" des débuts.

## Archives
- Archives du ministère de la Santé, bureau des infirmières (1925-1938) et comptes rendus du Conseil de perfectionnement des écoles d’infirmières et de service social (1928-1938).
- Archives départementales de la Seine, série DX6, brochures des associations loi de 1901.
- Archives de l’UCSS. Archives privées de Charles Blondel et entretiens avec la famille de Charles Blondel.

### Fonds d'archive
- Le fonds U.F.C.S. du Centre des Archives du Féminisme (BU Angers)
- Fonds de Notre-Dame du travail

## Publications d'Andrée Butillard
- 1942 : La Femme au service du pays, U.F.C.S., Paris-Lyon
- 1945 : La vie politique et les femmes, U.F.C.S.
- 1952 : Apostolat social, S.I.A.S.